# Autoritratto (Zoda)
Autoritratto (anche noto graficamente come AUTORITRATTO) è il secondo album in studio del rapper Zoda, pubblicato l'8 luglio 2022 dalla Yolown Label.

## Descrizione
Anticipato dai due singoli, Inferno e Pezzi da 10 pubblicati rispettivamente il 6 maggio e il 17 giugno. L'album si chiama Autoritratto per il motivo che Zoda ha quasi realizzato e pubblicato l'album tutto lui ed è stato anticipato da un post sui social dove annuncia l'album.

## Tracce
Testi di Daniele Sodano, musiche di Roomhill, eccetto dove indicato.
1. Inferno – 2:00
2. Falling Down – 2:20
3. Problemi d'ansia – 2:03
4. Crisalide – 1:43
5. Chillzone – 2:10
6. Fantasmi - Okay – 2:12
7. Pezzi da 10 – 2:01
8. Luci (Interlude) – 1:52
9. City – 3:21
10. Honey - Luna e sole 2 – 2:13
11. Già lo sai – 2:30
12. Sogni – 2:13
13. Cupido – 2:30